# Paris-Seychelles
Singles de Julien Doré
Laisse avril
(2012) On attendra l'hiver
(2013)
Paris-Seychelles est une chanson de Julien Doré sortie en 2013, premier single de l'album Løve, et composée par Julien Doré et Darko.

## Classements hebdomadaires
| Classement (2013)                       | Meilleure position |
| --------------------------------------- | ------------------ |
| Belgique (Wallonie Ultratop 50 Singles) | 38                 |
| France (SNEP)                           | 11                 |

## Certification
| Pays          | Certification |
| ------------- | ------------- |
| France (SNEP) | Or            |